# Лидија Григорјева
Лидија Григорјева (рус. Лидия Григорьева; Smychka, Чувашија 17. јануар 1974) је руска атлетичарка, специјалиста за трчање на дугим стазама.
Григорјева је освојила бронзану медаљу у трци на 10.000 метара на 
Европско првенство 2006. у Гетеборгу, Шведска у времену 30:32,72 минута, чиме је поставила лични рекорд и постигла десето најбоље време у Европи у тој дисциплини свих времена. На Летњим олимпијским играма Григорјева је два пута учествовала у трчању на 10.000 метара:2000. у Сиднеју када је била девета а 2004. у Атини осма.
Касније прелази на трчање маратона и полумаратона. У маратону је победила на:
- Париски маратон 2005. — 2:27:01
- Лосанђелески маратон 2006. — 2:25:10 лични рекорд
- Бостонски маратон 2007. — 2:29:18
- Чикашки маратон 2008. — 2:27:17

## Лични рекорди на отвореном
1. миља — 	4:36,82 — Тула — 6. јун 2004.
3.000 м — 	8:45,73 — Казањ — 9. јул 2004.
5.000 м —	15:17,21 — Тула — 25. јул 2004.
10.000 м — 	30:32,72 — Гетеборг — 7. август 2006.
10 км —	32:32 — Џакарта — 26. јун 2005.
12 км —	39:37 — Сан Франциско — 21. мај 2000.
15 км — 	48:59 — Виламура — 4. октобар 2003.
20 км — 	1:07:01 — Осака — 29. јануар 2006.
Полумаратон —	1:09:32 — Виламура — 4. октобар 2003.
25 км — 	1:24:09 — Осака — 29. јануар 2006.
30 км — 	1:44:49 — Њујорк — 4. новембар 2007.
Маратон — 	2:25:10 — Лос Анђелес — 19. март 2006.
5 миља улично — 25:49 — Вирџинија Бич — 20. март 1999.
10 миља улично — 53:15 — Вашингтон — 8. април 2001.

## Лични рекорди у дворани
3.000 м — 8:50,21 — Москва 17. фебруар 2004.